# Kriegerdenkmal Kirchfährendorf
Das Kriegerdenkmal Kirchfährendorf ist ein denkmalgeschütztes Kriegerdenkmal im Ortsteil Kirchfährendorf der Stadt Bad Dürrenberg in Sachsen-Anhalt. Im örtlichen Denkmalverzeichnis ist das Kriegerdenkmal unter der Erfassungsnummer 094 20584 als Baudenkmal verzeichnet.

## Geschichte
Bei dem Kriegerdenkmal Fährendorf handelt es sich um eine Gedenkstätte an die gefallenen Soldaten des Ersten Weltkriegs der Dörfer Kirchdorf und Fährendorf, aus denen die Ortschaft Kirchfährendorf entstand. Es steht auf einem zweistufigen Sockel und besteht aus Muschelkalkstein. Das Kriegerdenkmal wurde am 23. Mai 1920 eingeweiht. Ursprünglich war es von einem Eisernen Kreuz gekrönt und mit einem Stahlhelm mit Lorbeerkranz auf der Vorderseite verziert. Diese wurden 1945 oder 1946 entfernt. Die Inschriften, die unter anderem die Namen der Gefallenen mit deren Sterbedaten umfassten, sind nicht mehr lesbar. Dank alter Aufzeichnungen konnten sie aber ermittelt werden. Es wurde eine Gedenktafel mit den Namen und Sterbeorten der Gefallenen gefertigt; sie befindet sich wie die Gedenktafel mit den Namen der Gefallenen des Zweiten Weltkriegs in der Kirche.

## Lage
Das Kriegerdenkmal steht zwischen den Ortsteilen Kirchdorf und Fährendorf in der Nähe der Kirchfährendorfer Straße.

## Inschriften

### Vorderseite
IHREN GEFALLENEN SÖHNEN
DIE GEMEINDE KIRCHFÄHRENDORF
1914 – 1918

### Rückseite
Und wer Tod im heiligen
Kampfe fand,
ruht auch in fremder
Erde im Vaterland
Des Weiteren befand sich auf der Rückseite ein Hinweis auf den Initiator und Förderer für die Errichtung des Kriegerdenkmales. Dabei soll es sich um den Ortsrichter Ferdinand Hartung gehandelt haben.

### Seitenflächen
Hier befanden sich die Namen mit den Sterbeorten der gefallenen Soldaten.